# Glikoforyna A
Glikoforyna A (antygen różnicowania komórkowego CD235A)  – białko transmembranowe, główna sjaloglikoproteina ludzkich erytrocytów. U człowieka kodowana przez gen GYPA. Jej homologiem jest  glikoforyna B (CD235B). Jest nośnikiem antygenów grupowych krwi MNS.

## Genetyka

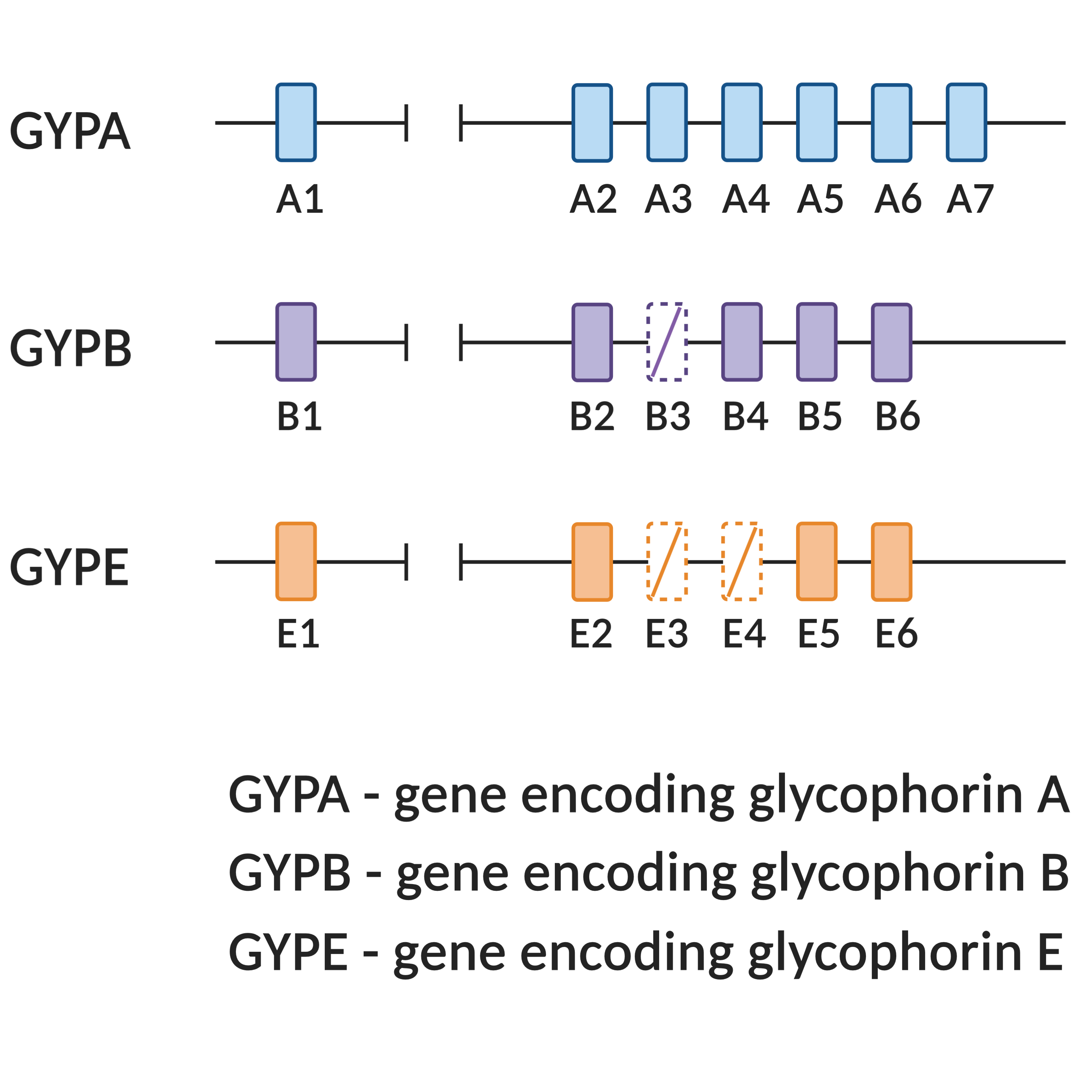
Genomowa organizacja genów GYPA, GYPB i GYPE. Puste prostokąty oznaczają pseudoeksony.

Gen GYPA kodujący glikoforynę A występuje w dwóch allelicznych formach, kodujących glikoforynę A typu M i N. Jest zlokalizowany w długim ramieniu chromosomu 4 (4q31). Znajduje się tam też gen GYPB kodujący glikoforynę B oraz gen GYPE kodujący glikoforynę E, który nie ulega ekspresji. Geny GYPB i GYPE powstały w wyniku duplikacji genu GYPA, a ich sekwencje nukleotydowe w obrębie regionu kodującego są w 97% identyczne. Gen GYPA składa się z 7 eksonów, gen GYPB z 5 eksonów (nie zawiera eksonów 3 i 7), a gen GYPE z 5 eksonów (nie zawiera eksonów 3, 4 i 7).

## Budowa i funkcja

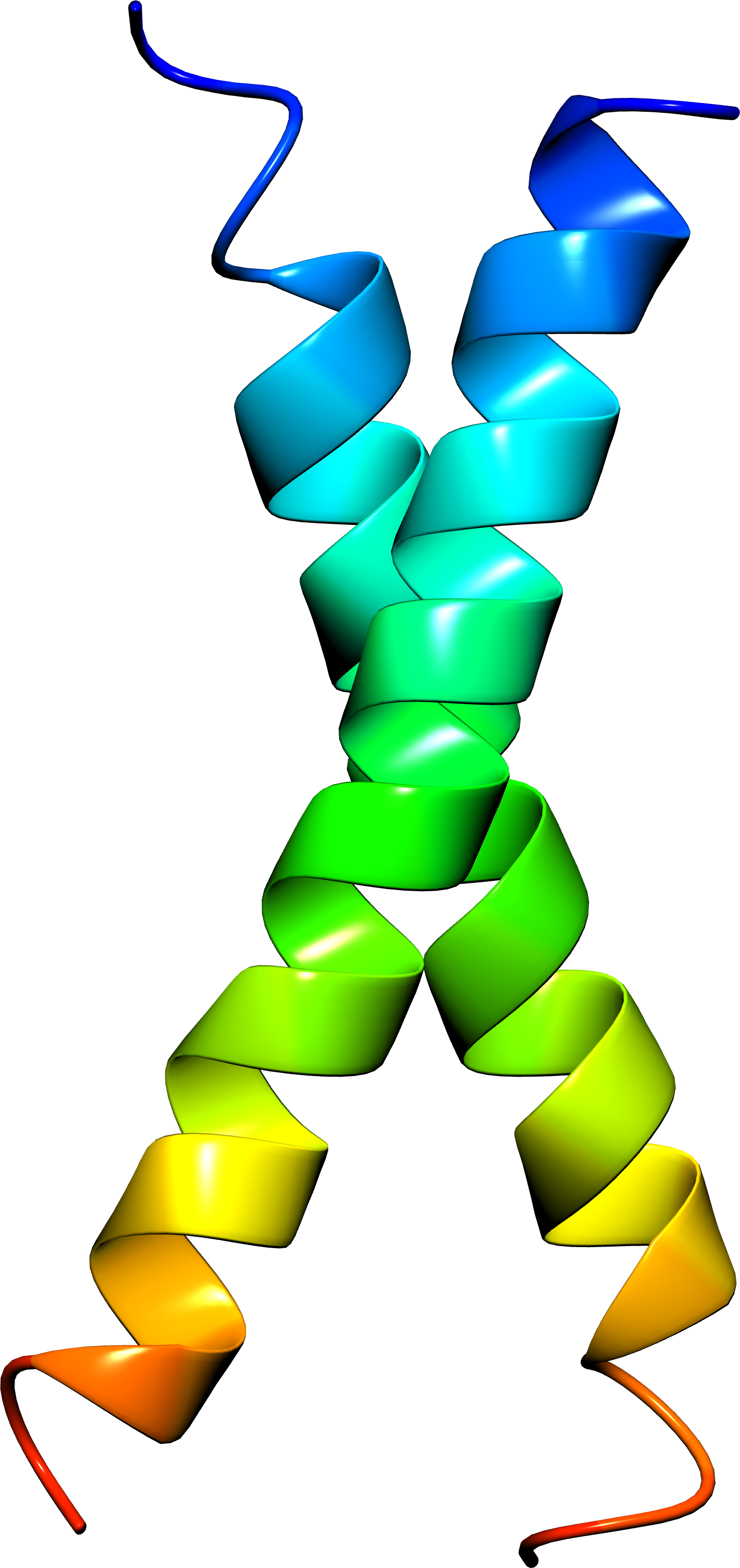
Struktura części transmembranowej glikoforyny A

Glikoforyna A zbudowana jest z pojedynczego łańcucha polipeptydowego, liczącego 131 reszt aminokwasowych, do którego przyłączonych jest około 16 jednostek oligosacharydowych (1 łańcuch N-glikozydowy i 15 łańcuchów O-glikozydowych). W strukturze można wyróżnić 3 domeny:
- zewnątrzkomórkową zawierającą N-koniec (72 reszty aminokwasowe oraz wszystkie łańcuchy oligosacharydowe)
- część transmembranową (23 reszty aminokwasowe)
- wewnątrzkomórkową część zawierającą C-koniec (36 reszt aminokwasowych)

Pierwsze 26 reszt aminokwasowych w glikoforynie A i B jest takich samych. Większość O-glikanów zawiera jedną lub dwie reszty kwasu sjalowego. Większość N-glikanów ma kompleksową strukturę dwuantenową. Niektóre N- i O-glikany zawierają dodatkowo antygeny układu układu grupowego ABO.

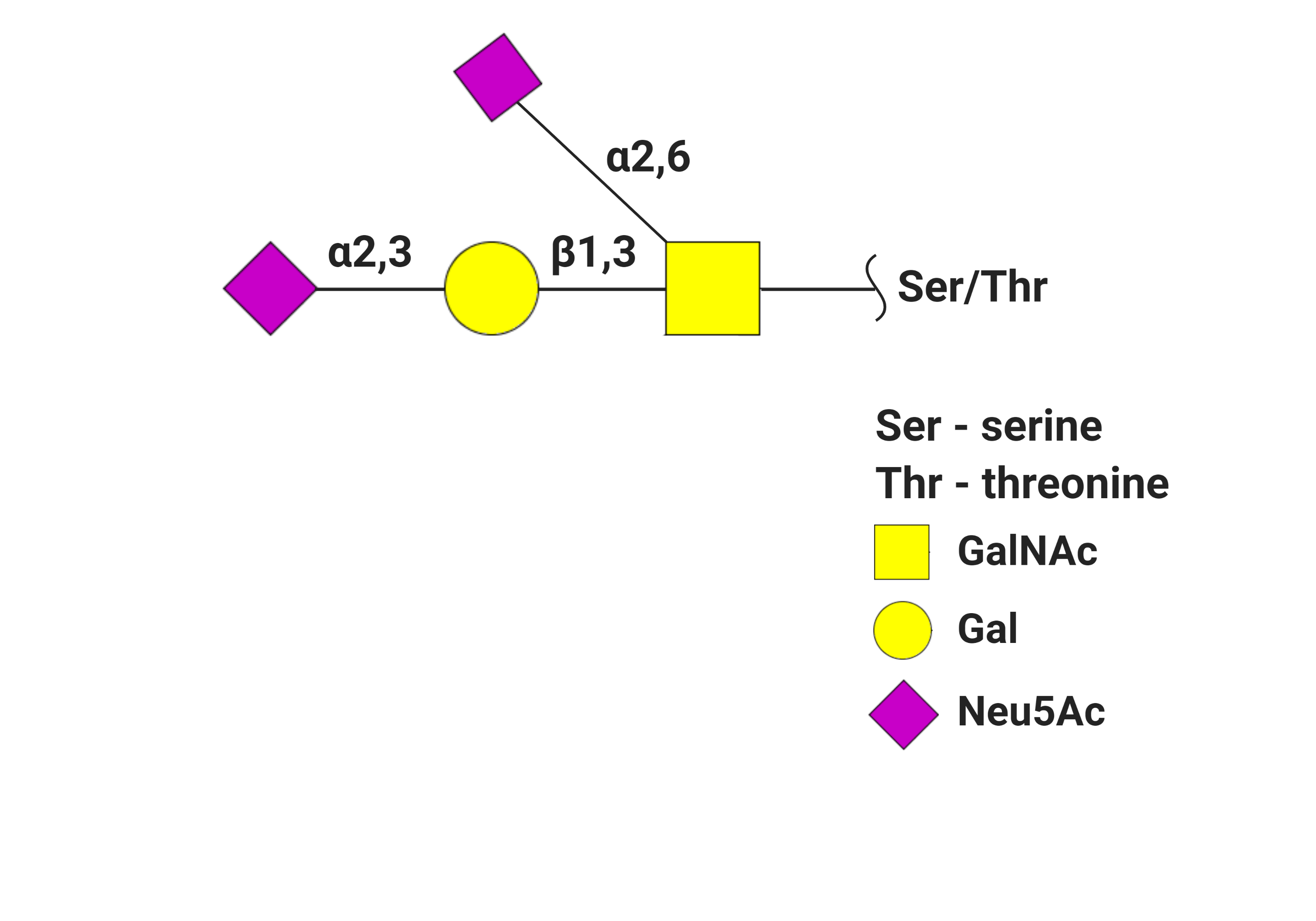
Struktura O-glikanu glikoforyny A (najczęściej występująca forma)

Glikoforyna A jest dimerem w błonie lipidowej, w której tworzy kompleksy z białkiem pasma 3 (Band 3),  Występuje w liczbie 1x106 częsteczek na erytrocyt.
Erytrocyty osób, u których w wyniku mutacji glikoforyna A jest nieobecna, wykazują prawidłową budowę, ale mają zmienioną strukturę białka pasma 3 (Band 3).

## Glikoforyny jako receptory dla zarodźców malarii

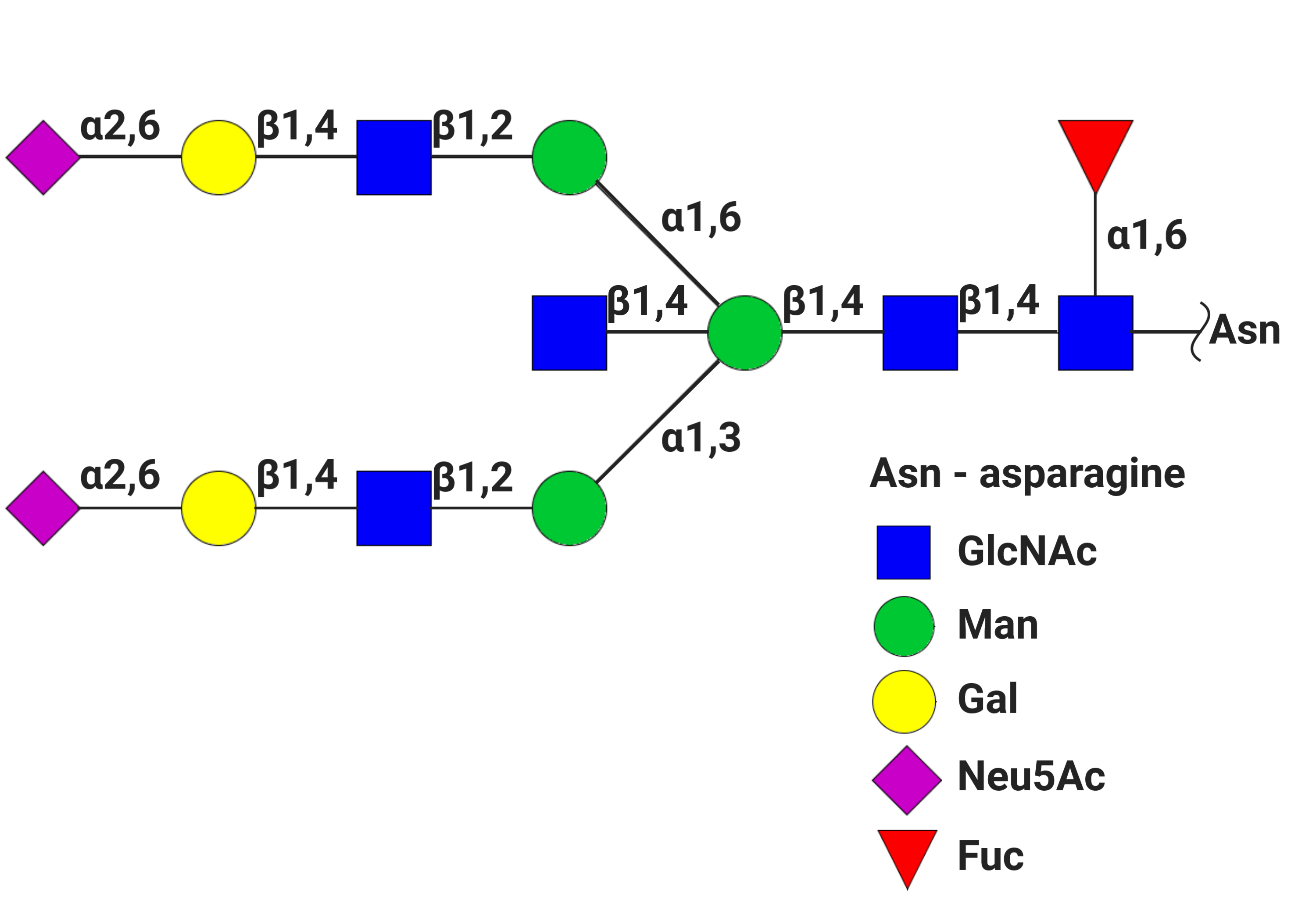
Struktura N-glikanu glikoforyny A (najczęściej występująca forma)

Glikoforyny A (a także glikoforyna B) odgrywają ważną rolę w inwazji erytrocytów przez merozoity zarodźca sierpowatego Plasmodium falciparum, ponieważ są receptorami dla białek merozoitów EBA-175 i EBL-1. Mutacje w genach kodujących glikoforyny, obecność genów hybrydowych (np. hybrydy glikoforyn A i B, a w szczególności wariant Dantu), lub brak genów kodujących glikoforyny (np. brak genu GYPB) powoduje podwyższoną oporność na malarię.